# بيلبارت
بلدية بيلبرات (بالكاتالانية: Bellprat) هي إحدى بلديات مقاطعة برشلونة، والتي تقع في منطقة كاتالونيا، شرق إسبانيا.
يبلغ عدد سكانها 93 نسمة وفقاً لإحصائية سنة (2007).